# Петров Сергій Сергійович (військовик)
Сергі́й Сергі́йович Петро́в (нар. 23 грудня 1980) — солдат Збройних сил України, учасник російсько-української війни.

## З життєпису
На виборах до Кіровоградської обласної ради 2015 року балотувався від партії «УКРОП». На час виборів проживав у Лозуватці Компаніївського району, був військовослужбовцем Збройних сил України.

## Нагороди
За особисту мужність і героїзм, виявлені у захисті державного суверенітету та територіальної цілісності України, вірність військовій присязі під час російсько-української війни нагороджений
- орденом «За мужність» III ступеня (27.11.2014).